# Ana de Áustria (1573–1598)
Ana da Áustria (Graz, 16 de agosto de 1573 – Varsóvia, 10 de fevereiro de 1598) foi rainha da Polônia e da Suécia como primeira consorte do rei Sigismundo III Vasa. Filha de Carlos II, Arquiduque da Áustria, e sua esposa Maria Ana da Baviera.
De seu matrimônio nasceram cinco filhos, dos quais apenas Ladislau chegou a idade adulta:
- Ana Maria Vasa (1593–1600).
- Catarina Vasa (1594).
- Ladislau IV (1595–1648). Rei da Polônia e Grão-Duque da Lituânia e czar da Rússia.
- Catarina Vasa (1596–1597).
- Cristóvão Vasa (1598).